# Kārlis Skrastiņš
Kārlis Skrastiņš (* 9. Juli 1974 in Riga, Lettische SSR; † 7. September 2011 in Tunoschna bei Jaroslawl, Russland) war ein lettischer Eishockeyspieler, der während seiner Karriere unter anderem für die Nashville Predators, Colorado Avalanche, Florida Panthers und Dallas Stars in der National Hockey League auf der Position des Verteidigers spielte.

## Karriere
Skrastiņš begann seine Spielerkarriere im Nachwuchs von Dinamo Riga und spielte in der Spielzeit 1991/92 das erste Mal für die erste Mannschaft des inzwischen in HK Pardaugava Riga umbenannten Klubs in der lettischen Eishockeyliga. In den folgenden Jahren spielte er dann mit Pardaugava in der zweiten russischen Liga und in der internationalen russischen Meisterschaft. Im Alter von 21 Jahren entschied er sich dann für einen Wechsel zum finnischen Erstligisten TPS Turku. Dort entwickelte er sich zu einem beständigen Verteidiger, so dass er beim NHL Entry Draft 1998 von den Nashville Predators in der neunten Runde an 230. Stelle ausgewählt wurde.
Sein erstes NHL-Spiel absolvierte er am 9. Februar 1999 gegen die Detroit Red Wings, wobei ihm ein Assist gelang. Sein erstes Tor in der NHL erzielte er am 26. Dezember 1999 gegen St. Louis. Bis zur Spielzeit 2002/03 absolvierte er über 300 NHL-Spiele für Nashville, bevor er im Tausch gegen einen Drittrunden-Draftpick an Colorado abgegeben wurde.
Am 8. Februar 2007 absolvierte er sein 487. NHL-Spiel in Folge und überholte damit Tim Hortons Rekord, der 486 aufeinanderfolgende Spiele als Verteidiger bestritten hatte. Skrastiņš erhöhte den Rekord bis auf 495 Spiele, allerdings verpasste er am 25. Februar das Spiel gegen die Anaheim Ducks aufgrund einer Knieverletzung. Zuvor hatte er in seiner NHL-Karriere nur ein einziges Spiel verpasst – daher stammt auch sein Spitzname Ironman.
Kurz vor Ende der Transferperiode, am 26. Februar 2008, wechselte Skrastiņš zu den Florida Panthers, die dafür Ruslan Salej an die Avalanche abgaben. Bei den Panthers verbrachte er die Spielzeit 2008/09, bevor er Anfang Juli 2009 einen Zweijahresvertrag bei den Dallas Stars unterschrieb. Im Mai 2011 wurde der Lette von Lokomotive Jaroslawl aus der Kontinentalen Hockey-Liga verpflichtet.
Am 7. September 2011 kam er bei einem Flugzeugabsturz bei Jaroslawl ums Leben.

### International
Kārlis Skrastiņš vertrat sein Heimatland bei insgesamt zwölf Weltmeisterschaften und drei Olympischen Winterspielen.

## Privat
Mit seiner Frau Zane hatte er drei Töchter: Karolīna, Laurēna und Vivienna.

## Karrierestatistik

### International
(Legende zur Spielerstatistik: Sp oder GP = absolvierte Spiele; T oder G = erzielte Tore; V oder A = erzielte Assists; Pkt oder Pts = erzielte Scorerpunkte; SM oder PIM = erhaltene Strafminuten; +/− = Plus/Minus-Bilanz; PP = erzielte Überzahltore; SH = erzielte Unterzahltore; GW = erzielte Siegtore; 1 Play-downs/Relegation; Kursiv: Statistik nicht vollständig)